# El remedio en la memoria
El remedio en la memoria es una obra de teatro de José López Rubio, estrenada en 1951.

## Argumento
La obra narra la fuerte rivalidad entre Gloria Velarde, una gloria del cine y el teatro y su hija Luz María por los amores de un hombre: Antonio, antiguo amante de la primera y actual novio de la segunda.

## Estreno
- Teatro Reina Victoria. Madrid, 28 de noviembre de 1952.
  - Dirección: Fernando Granada.
  - Intérpretes: Tina Gascó, Victoria Rodríguez, Carlos Casaravilla, Antonia Más, Juan Cortés.